# Фракийское море
Фракийское море (греч. Θρακικό πέλαγος; др.-греч. Θρηίκιον πέλαγος, лат. Macedonicum mare, Thracium mare, тур. Trakya Denizi) — античное название северной части Эгейского моря вдоль побережья Фракии, между полуостровом Халкидики и Галлипольским полуостровом. С юга ограничено островом Лемносом.
Солёность — 35 ‰.
Также фракийским морем называли Мраморное море.

## Острова Фракийского моря
Помимо острова Лемнос (Греция), который является формальной границей Фракийского моря, в нём есть ещё три крупных острова:
- Тасос (Греция)
- Самотраки (Греция)
- Гёкчеада (Турция)